# Adolf Schulten
Adolf Schulten (Elberfeld, 27 de maig de 1870 - Erlangen, 19 de març de 1960) va ser un arqueòleg, historiador i filòleg alemany, conegut per la seua dedicació als temes sobre l'edat antiga a la península Ibèrica i les seues investigacions sobre Tartessos.

## Orientació ideològica
Schulten compartia els principis altament essencialistes de l'arqueologia alemanya coetània. Creia, doncs, que tota recerca arqueològica consistia en recerca sobre una "ètnia" concreta, i que tota ètnia tenia característiques intrínseques i intransformables al llarg de la història. En el cas concret de la Península Ibèrica, Schulten considerava que el gruix dels habitants eren descendents directes dels ibers, i que aquest estaven "estretament emparentats amb els berbers nord-africans; gent orgullosa i bel·licosa, reticent envers tota forma de dominació estrangera igual com ho eren envers tota forma d'avenços culturals. -- Per a Schulten, doncs, els espanyols, i Espanya, serien sempre una extensió d'Àfrica dins d'Europa; un reducte endarrerit on els europeus més civilitzats, com ell, podien anar a gaudir del primitivisme folklòric en estat més pur."
D'altra banda, Schulten no sembla haver-se interessat per la diversitat dels pobles originaris de la Península Ibèrica (ignorava els cèltics, etc.), ni per les discontinuïtats (substitucions) poblacionals que en caracteritzen la història, ni tampoc per la diversitat nacionalitària moderna (només hi veia un únic "poble espanyol" del tot unitari).

## Vida i obra
Fill de Wilhelm Schulten (conseller administratiu de F. Bayer i Cia.) i Amanda Klarenbach, va estudiar en les universitats de Göttingen, Bonn i Berlín, on va ser alumne d'Ulrich von Wilamowitz-Möllendorff i de Theodor Mommsen, doctorant-se als vint-i-dos anys (1892). Professor d'Història Antiga en Gotinga des de 1896, en 1907 passa a la Universitat d'Erlangen com a professor extraordinari de la mateixa disciplina, sent nomenat catedràtic de la mateixa en 1909.
Als vint-i-quatre anys, una beca de l'Institut Arqueològic de l'Imperi Alemany li va permetre conèixer Itàlia, Grècia i Àfrica del Nord (1894-95). En 1899 viatja per primera vegada a l'estat espanyol, al qual regressa en 1902, interessat per les ruïnes de Numància. Entre 1905 i 1914 va portar a terme diverses campanyes arqueològiques en aquesta ciutat celtibera i els campaments romans dels seus voltants, donat suport, entre d'altres, pel kàiser Guillem II. Fruit de la seua labor de camp i biblioteca va ser l'aparició de quatre volums de Numantia. Die Ergebnisse der Ausgrabungen 1905-1912'', (Múnic, 1914-1927-1929-1931), una síntesi dels quals, en espanyol, va ser el seu Historia de Numancia, Barcelona, 1945 (reedició: Pamplona, Urgoiti, 2004). Sempre li va agradar presentar-se com l'identificador i descobridor del jaciment, encara que no era cert.
La Primera Guerra Mundial va interrompre l'activitat arqueològica de Schulten a l'estat espanyol, però no va suposar l'abandó dels seus estudis i publicacions sobre els seus temes i, acabat el conflicte, va tornar a Espanya immediatament. Uns mecenes barcelonins i l'ajuda de l'Institut d'Estudis Catalans li van permetre fer en 1919 un examen de la costa catalano-valenciana mediterrània, preparatori de l'edició crítica de l'Ora Maritima de Ruf Fest Aviè (que seria el primer volum dels seus Fontes Hispaniae Antiquae, Barcelona, 1922), estudi que li va dur al de Tartessos. Trobar els vestigis d'aquesta mítica ciutat va acabar convertint-se en una veritable obsessió per a Schulten, una cosa que no va assolir malgrat tots els seus intents, i fins a li va implicar seriosos conflictes diplomàtics. Es va obstinar en excavacions en l'actual Parc Nacional de Doñana, prop de la desembocadura del riu Guadalquivir i va trobar un poblat romà en el Cerro del Trigo (Turó del Blat), que va creure era una població situada sobre les restes de la mítica ciutat. Resultat d'aquestes investigacions, entre d'altres, van anar la publicació de Tartessos: contribución a la historia más antigua de Occidente (Madrid, Revista de Occidente, 1924), amb una segona edició molt millorada i ampliada en 1945 (Madrid, Espasa-Calpe), reeditada en Sevilla, 2006, o l'article titulat Los tirsenos en España", Ampurias 2, 1940, pàg. 33-54.
Durant els anys 20 va fer estada a Tarragona, on establí forts lligams amb gent amb els quals l'unien l'amor i el coneixement del passat. Isidre Valentines, Eduard Serres, Josep de Pazos, José Sánchez Real, Pere Batlle, Carmelo Martínez o Joan Molas i sovint les seves respectives famílies, van compartir amistat i ciència amb el savi alemany. Fruit d'aquest pas per la ciutat en sorgiren dos llibres Tarragona, publicat al 1921, opuscle de caràcter més aviat literari que no pas històric i la seva principal obra sobre la ciutat, Tarraco del 1948, la millor síntesis de la història de Tarragona elaborada fins aquell moment.
Entre altres treballs d'excavació per tot el país va traure a la llum les ruïnes del campament romà de Castra Cecília, situat no lluny de l'actual ciutat de Càceres. També es va dedicar a estudiar per primera vegada a fons les Guerres Càntabres (29 aC-19 aC) en el seu llibre Los cántabros y ástures y su guerra con Roma (Madrid, 1943, reed. 1969 i 2000).
Va ser així mateix autor de la completa obra Iberische Landeskunde: Geographie des antiken Spanien, ràpidament traduïda i publicada pel CSIC amb el títol Geografía y Etnología de la Península Ibérica (vols. I-II, Madrid, 1959-1963). Una llarga síntesi en alemany anterior a aquesta obra, que havia aparegut com article en 1912 en l'enciclopèdia germana RE Pauly-Wissowa, va donar lloc així mateix en 1920 a una traducció espanyola en forma de llibre, Hispania (Geografía, Etnología, Historia), amb un llarg apèndix de Pere Bosch i Gimpera ("La Arqueología prerromana hispánica", pàgs. 225-321).
Des de 1923 fou membre corresponent estranger de l'Acadèmia de Bones Lletres de Barcelona. El curs 1935-36 fou nomenat doctor honoris causa per la Universitat de Barcelona.
Schulten fou partidari fervent del bàndol franquista durant la Guerra Civil Espanyola, "perquè li semblava que guardava millor els tradicionals valors hispànics del militarisme, el fanatisme religiós i l'obediència cega envers el cabdill". "De totes maneres, (…) les seves opinions paternalistes sobre l'endarreriment espanyol esdevingueren incòmodes per als vencedors de la guerra i la figura de Schulten quedà relegada de seguida, tot i que no oblidada".